# 作州商事
作州商事株式会社（さくしゅうしょうじ）は、 福岡県福岡市博多区に本社を置く、マンションの分譲等を行なう不動産会社である。エイルマンションというブランド名でマンション分譲を展開している。グループ会社には洋菓子店もあり、フランス菓子店「ブルーフォンセ」を福岡三越に出店している。

## 沿革
- 1980年3月 - 賃貸ビル管理事業として発足。

## 事業所
- 本社 - 福岡県福岡市博多区
- 熊本支店 - 熊本県熊本市
- 南九州支店 - 鹿児島県鹿児島市

## 関連会社
- 作州不動産株式会社
- 宝州興産株式会社
- ランドメンテナンス株式会社
- ブルーフォンセ株式会社